# Synodalium canonicale

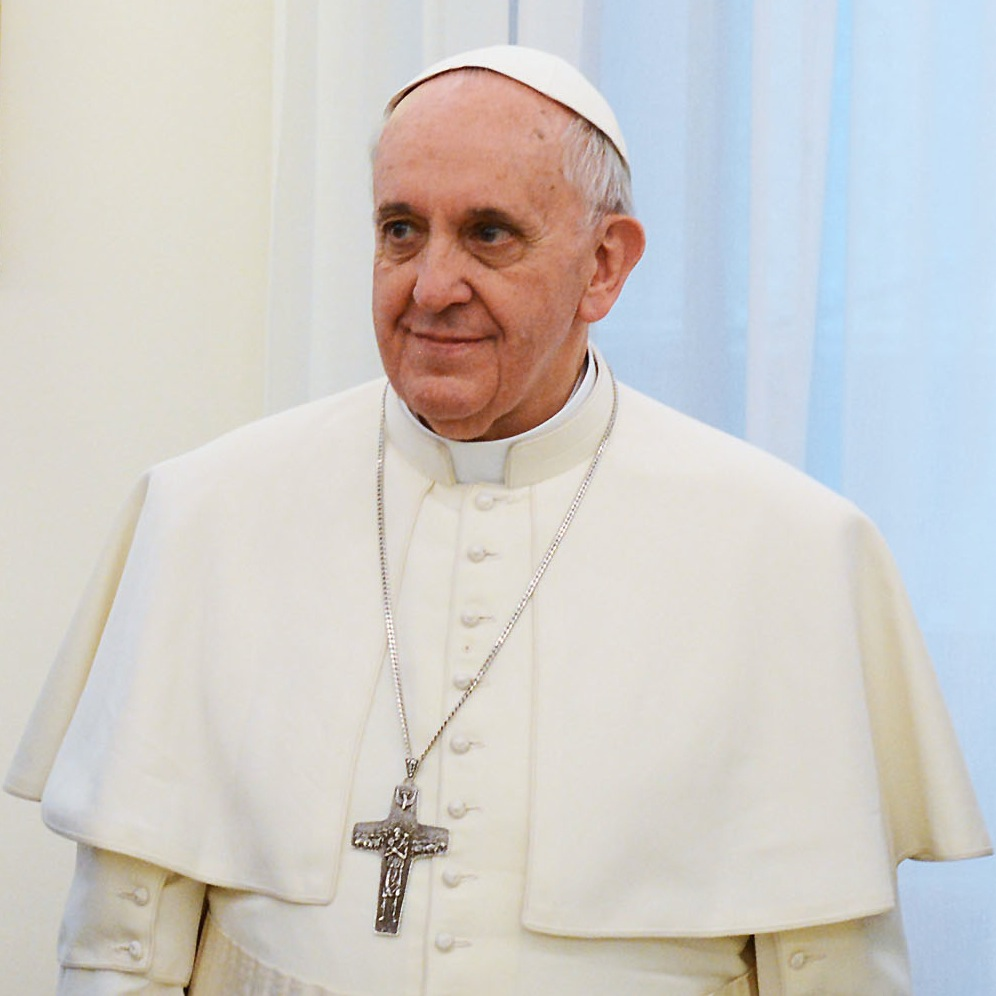
Papež František v papežské klerice s expositoriem a synodaliem, které je na loktech opatřeno knoflíčky.

Synodalium canonicale (česky synodálie či synodálky) jsou druhé, mírně pootevřené rukávy sahající od zápěstí k loktům na klerice – oděvu římskokatolického duchovního. Jedná se o určitý typ kněžského vyznamenání. 

## Původ
Právo nosit synodálie (latinsky ius synodalium) odkazuje jednak na synodální původ nařízení, zejména však na právo a povinnost každého faráře zúčastňovat se diecézní synody, která je tradičním poradním orgánem diecézního biskupa zejména v otázkách pastoračních. Diecézní synoda (latinské ekvivalenty: synodus dioecesana, synodus episcopalis, concilium episcopale, congregatio synodalis, capitulum, presbyterium) vznikla jako nástroj církevní správy zárodku budoucí diecéze stále se rozšiřující biskupského sídla do okolí. Počátek diecézních synod se objevuje ve východořímské říši již koncem 3. století, do latinské církve přichází pak v 5. století. Různé využívání institutu diecézní synody se pokoušel IV. lateránský koncil, zvláště sjednotit diecézní synody na úroveň pravidelných ročních setkání a posléze i Tridentský koncil. V průběhu 17. a 18. století však význam i konání diecézních synod výrazně upadal. K oživení jejich častější svolávání došlo pak ve druhé polovině 19. století. Papež Benedikt XIV. (pontifikát v letech 1740-1758) je autorem třináctisvazkového spisu De synodo dioecesana z roku 1748, kde uvádí témata, jimiž se má diecézní synoda zabývat.

## Aplikace
Pokud bylo některému knězi uděleno expositorium canonicale, pojilo se toto vyznamenání vždy s právem synodálií, zatímco synodálie mohly být uděleny samostatně. Synodálie používali kněží ustanovení za faráře, respektive obecněji duchovní správci. Na základě historické významnosti určitého místa v případě duchovního správce se může jednat o děkana či probošta, kteří sice užívají vyššího titulu právě jen na základě jeho spojení s daným místem (děkanství, proboštství), ale de facto zůstávají faráři. Synodálie dále užívali i vikaristé kapitul. Jako vyznamenání mohly však být uděleny kterémukoliv klerikovi.
Nařízení odlišující řádně ustanovené faráře od ostatních nižších kleriků přinesla v českých zemích synoda pražské arcidiecéze v roce 1605, kde se praví: Všichni faráři nosí neustále venkovní oblečení sahající ke kotníkům (tj. kleriku), které má také (druhé) otevřené rukávy.